# بلک ثوت
بلک ثوت (انگلیسی: Black Thought؛ زادهٔ ۳ اکتبر ۱۹۷۱) خواننده رپ و بازیگر اهل ایالات متحده آمریکا است. وی از سال ۱۹۸۷ میلادی تاکنون مشغول فعالیت بوده‌است.
از فیلم‌ها یا برنامه‌های تلویزیونی که وی در آن نقش داشته‌است می‌توان به درون، برخیز، بیماری‌های آشکار و سرقت ماشین‌ها اشاره کرد.